# فورت جانسون (نيويورك)
فورت جانسون (بالإنجليزية: Fort Johnson, New York)‏ هي منطقة سكنية تقع في الولايات المتحدة في مقاطعة مونتغومري، نيويورك. يقدر عدد سكانها بـ 490 نسمة ومساحتها 2.2 كم2 وترتفع عن سطح البحر 94 متر.

## التركيبة السكانية
حدّد مكتب تعداد الولايات المتحدة بيانات التركيبة السكانية لفورت جانسون في تعداد الولايات المتحدة. في ما يلي، التركيبة السكانية حسب تعدادي 2000 و2010.

### تعداد عام 2000
بلغ عدد سكان فورت جانسون 491 نسمة بحسب تعداد عام 2000، وبلغ عدد الأسر 198 أسرة وعدد العائلات 140 عائلة مقيمة في القرية. في حين سجلت الكثافة السكانية 224.2 نسمة لكل كيلومتر مربع (580.7/ميل2). وبلغ عدد الوحدات السكنية 220 وحدة بمتوسط كثافة قدره 100.5 لكل كيلومتر مربع (260.3/ميل2).
وتوزع التركيب العرقي للقرية بنسبة 98.17% من البيض و0.61% من الأمريكيين الأفارقة و0.20% من الأمريكيين الأصليين و1.02% من عرقين مختلطين أو أكثر و2.04% من الهسبانيون أو اللاتينيون من أي عرق.
بلغ عدد الأسر 198 أسرة كانت نسبة 31.3% منها لديها أطفال تحت سن الثامنة عشر تعيش معهم، وبلغت نسبة الأزواج القاطنين مع بعضهم البعض 54.5% من أصل المجموع الكلي للأسر، ونسبة 10.1% من الأسر كان لديها معيلات من الإناث دون وجود شريك، بينما كانت نسبة 6.1% من الأسر لديها معيلون من الذكور دون وجود شريكة وكانت نسبة 29.3% من غير العائلات. تألفت نسبة 24.2% من أصل جميع الأسر من عدة أفراد يعيشون في نفس المنزل ونسبة 9.6% كانت تتألف من شخص يعيش بمفرده يبلغ من العمر 65 عاماً أو أكثر. وبلغ متوسط حجم الأسرة المعيشية 2.48، أما متوسط حجم العائلات فبلغ 2.89.
بلغ العمر الوسطي للسكان 40.2 عاماً. وكانت نسبة 22% من القاطنين تحت سن الثامنة عشر، وكانت نسبة 6.7% بين الثامنة عشر والرابعة والعشرين عاماً، ونسبة 29.1% كانت واقعةً في الفئة العمرية ما بين الخامسة والعشرين والرابعة والأربعين عاماً، ونسبة 25.5% كانت ما بين الخامسة والأربعين والرابعة والستين، ونسبة 16.7% كانت ضمن فئة الخامسة والستين عاماً فما فوق. يوجد لكل 100 أنثى 92.5 ذكر، ويوجد لكل 100 أنثى في الثامنة عشر من عمرها فما فوق 89.6 ذكر.
بلغ متوسط دخل الأسرة في القرية 37,639 دولارًا، أما متوسط دخل العائلة فبلغ 44,750 دولارًا. وكان متوسط دخل الذكور 31,776 دولارًا مقابل 22,813 دولارًا للإناث. وسجل دخل الفرد الخاص بالقرية 21,172 دولارًا. وكانت نسبة 2.1% من العائلات ونسبة 7.1% من السكان تحت خط الفقر، وكان من هؤلاء نسبة 7% تحت سن الثامنة عشر ونسبة 8.7% في الخامسة والستين من العمر وما فوق.

### تعداد عام 2010
بلغ عدد سكان فورت جانسون 490 نسمة بحسب تعداد عام 2010، وبلغ عدد الأسر 204 أسرة وعدد العائلات 132 عائلة مقيمة في القرية. في حين سجلت الكثافة السكانية 223.7 نسمة لكل كيلومتر مربع (579.4/ميل2). وبلغ عدد الوحدات السكنية 222 وحدة بمتوسط كثافة قدره 101.4 لكل كيلومتر مربع (262.6/ميل2).
وتوزع التركيب العرقي للقرية بنسبة 95.71% من البيض و0.61% من الأمريكيين الأفارقة و0.20% من الأمريكيين الأصليين و0.82% من الأمريكيين ذوي الأصول الآسيوية و1.43% من الأعراق الأخرى و1.22% من عرقين مختلطين أو أكثر و2.24% من الهسبانيون أو اللاتينيون من أي عرق.
بلغ عدد الأسر 204 أسرة كانت نسبة 26.5% منها لديها أطفال تحت سن الثامنة عشر تعيش معهم، وبلغت نسبة الأزواج القاطنين مع بعضهم البعض 47.1% من أصل المجموع الكلي للأسر، ونسبة 12.3% من الأسر كان لديها معيلات من الإناث دون وجود شريك، بينما كانت نسبة 5.4% من الأسر لديها معيلون من الذكور دون وجود شريكة وكانت نسبة 35.3% من غير العائلات. تألفت نسبة 27.5% من أصل جميع الأسر من عدة أفراد يعيشون في نفس المنزل ونسبة 6.4% كانت تتألف من شخص يعيش بمفرده يبلغ من العمر 65 عاماً أو أكثر. وبلغ متوسط حجم الأسرة المعيشية 2.40، أما متوسط حجم العائلات فبلغ 2.94.
بلغ العمر الوسطي للسكان 41.8 عاماً. وكانت نسبة 20.2% من القاطنين تحت سن الثامنة عشر، وكانت نسبة 4.7% بين الثامنة عشر والرابعة والعشرين عاماً، ونسبة 30.4% كانت واقعةً في الفئة العمرية ما بين الخامسة والعشرين والرابعة والأربعين عاماً، ونسبة 30.6% كانت ما بين الخامسة والأربعين والرابعة والستين، ونسبة 14.1% كانت ضمن فئة الخامسة والستين عاماً فما فوق. وتوزع التركيب الجنسي للسكان بنسبة 46.3% ذكور و53.7% إناث.